# Cleopus solani
Cleopus solani är en skalbaggsart som först beskrevs av Fabricius 1792.  Cleopus solani ingår i släktet Cleopus, och familjen vivlar. Arten har ej påträffats i Sverige.